# Archivio di Stato della Federazione Russa
L'Archivio di Stato della Federazione Russa (in russo Государственный архив Российской Федерации?), abbreviato ГА РФ (GA RF), è l'archivio centrale dello Stato della Federazione Russa ed ha sede a Mosca.

## Storia
Fondato il 28 aprile 1992 con un decreto legislativo del Governo della Federazione Russa sulla base del quale ha acquisito le raccolte dell'Archivio centrale dello Stato sovietico per la Rivoluzione d'ottobre (Центральный государственный архив Октябрьской революции - ЦГАОР СССР, fondato nel 1920) e dell'Archivio centrale di Stato della RSFSR (Центральный государственный архив РСФСР - ЦГА РСФСР, fondato nel 1957).

## Edifici
La sede principale è il complesso archivistico tra le vie Bolšaja Pirogovskaja e Malaja Pirogovskaja, dove si trovano anche altri due archivi - l'Archivio russo di Stato degli atti antichi e l'Archivio russo di Stato dell'economia. L'Archivio degli atti antichi è situato nel edificio dell'ex-Archivio del Ministero degli affari esteri dell'Impero russo (è stato costruito nel 1885). Questo edificio è circondato dal fabbricato di età sovietica (anni Trenta e Cinquanta), in cui sono collocati l'Archivio dell'economia e l'Archivio di Stato della Federazione Russa. Indirizzo unico del complesso: 119435, Mosca, via Bolšaja Pirogovskaja, 17.
Un altro edificio è stato in passato la sede dell'Archivio centrale di Stato della RSFSR ed è situato a Berežkovskaja lungofiume, 26.

## Patrimonio
Il GA RF è il deposito delle carte e degli archivi documentali del governo, del parlamento, dei sindacati e di altre organizzazioni non governative (eccetto il Partito Comunista dell'Unione Sovietica е il Komsomol) della RSFSR, dell'Unione Sovietica (1917-1991) e della Federazione Russa. Esso raccoglie ogni documento prodotto dalle amministrazioni centrali della Russia dal 1992 in poi: governo, Assemblea federale, ministeri, servizi federali, servizi da essi dipendenti, tranne quelle militari, di sicurezza di Stato e affari esteri.
L'archivio custodisce anche documenti relativi al periodo imperiale, relativi alla famiglia imperiale russa, comprese alcune carte degli imperatori Alessandro I, Nicola I, Alessandro II, Alessandro III e Nicola II e dei loro parenti, il carteggio dell'ultimo zar e della zarina Aleksandra Fëdorovna, ma anche il diario privato di Grigorij Rasputin, oppure atti del Terzo dipartimento del ufficio personale di Sua maestà imperiale (1820-1881) e del Dipartimento di polizia del Ministero dell'interno del Impero russo (1881-1917).
Infine, l'Archivio federale conserva documenti degli organi supremi legislativo ed esecutivo del periodo del Governo provvisorio russo (1917), nonché dell'Assemblea Costituente della Russia (1917-1918), dei governi anticomunisti ("bianchi") del periodo della Guerra civile (1918-1920), e documentazione dell'emigrazione anticomunista (anni Venti e Trenta).